# 早稲田大学坪内博士記念演劇博物館
早稲田大学坪内博士記念演劇博物館（わせだだいがくつぼうちはかせきねんえんげきはくぶつかん）は、東京都新宿区の早稲田大学構内にある博物館。公式な通称（略称）はエンパク（enpaku）。他に演劇博物館（えんげき はくぶつかん）、演博（えんぱく）とも略される。

## 概要
アジアで唯一、演劇を専門的に扱う博物館として知られる。
雑誌『早稲田文学』の成立に貢献した英文学者坪内逍遥の古稀と、彼の1909年（明治42年）から19年間の歳月をかけた『シェークスピヤ全集』全40巻の翻訳事業の完成を記念して、1928年（昭和3年）10月に早稲田大学早稲田キャンパス内に設立された。以来、演劇博物館には日本国内はもとより、世界各地の演劇・映像の貴重な資料を所蔵しており、錦絵4万8000枚、舞台写真40万枚、図書27万冊、チラシ・プログラムなどの演劇上演資料8万点、衣装・人形・書簡・原稿などの博物資料15万9000点、その他に貴重書や視聴覚資料など、約100万点におよぶ演劇に関連する膨大なコレクションを有する。
所蔵図書等は長くコピー禁止であったが、鳥越文蔵館長時代の1990年代からコピー可能になった。『演芸画報』『テアトロ』『歌劇』などの演劇雑誌が閲覧室に開架で置かれている。
開館50周年である、1978年には建物正面にて劇団四季が『ヴェニスの商人』の「法廷の場」を上演した。
建物の設計者は今井兼次で、16世紀に存在したイギリスの劇場「フォーチュン座」を模して設計されている。1987年（昭和62年）には、新宿区有形文化財にも指定されている。
近年は2002年より21世紀COEプログラム、グローバルCOEプログラムなどの研究拠点にも選ばれ、演劇研究センターとして国際的にも注目を集めている。研究成果を発表する媒体として『演劇研究』（演劇博物館紀要）が1965年より刊行されている。2009年（平成21年）度より、共同利用・共同研究拠点に指定されている。
博物館の正面横（建物むかって左）には「講義中の逍遙」と題した長谷川栄作による逍遙の銅像がある。その右手と握手をすると「早稲田大学に合格する」「語学の成績が上がる」という言い伝えがあり、受験シーズンには握手をするために受験生が列を作ることで知られている。

## ギャラリー

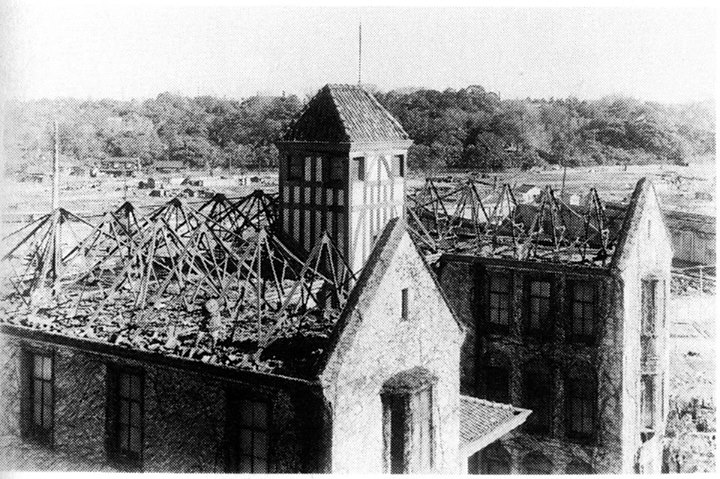
東京大空襲で損壊（1945年）
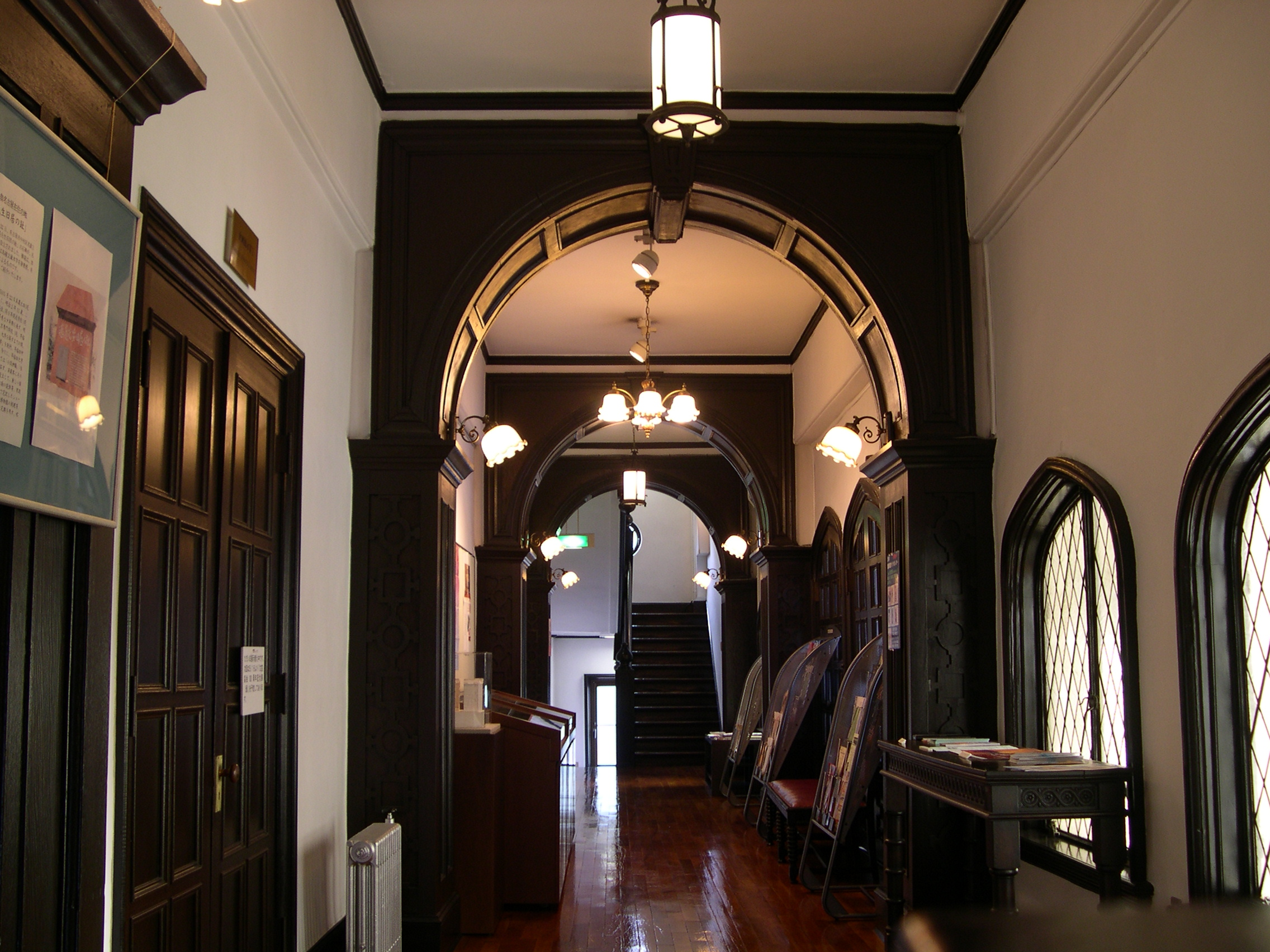
館内の廊下 （展示室内は撮影禁止）
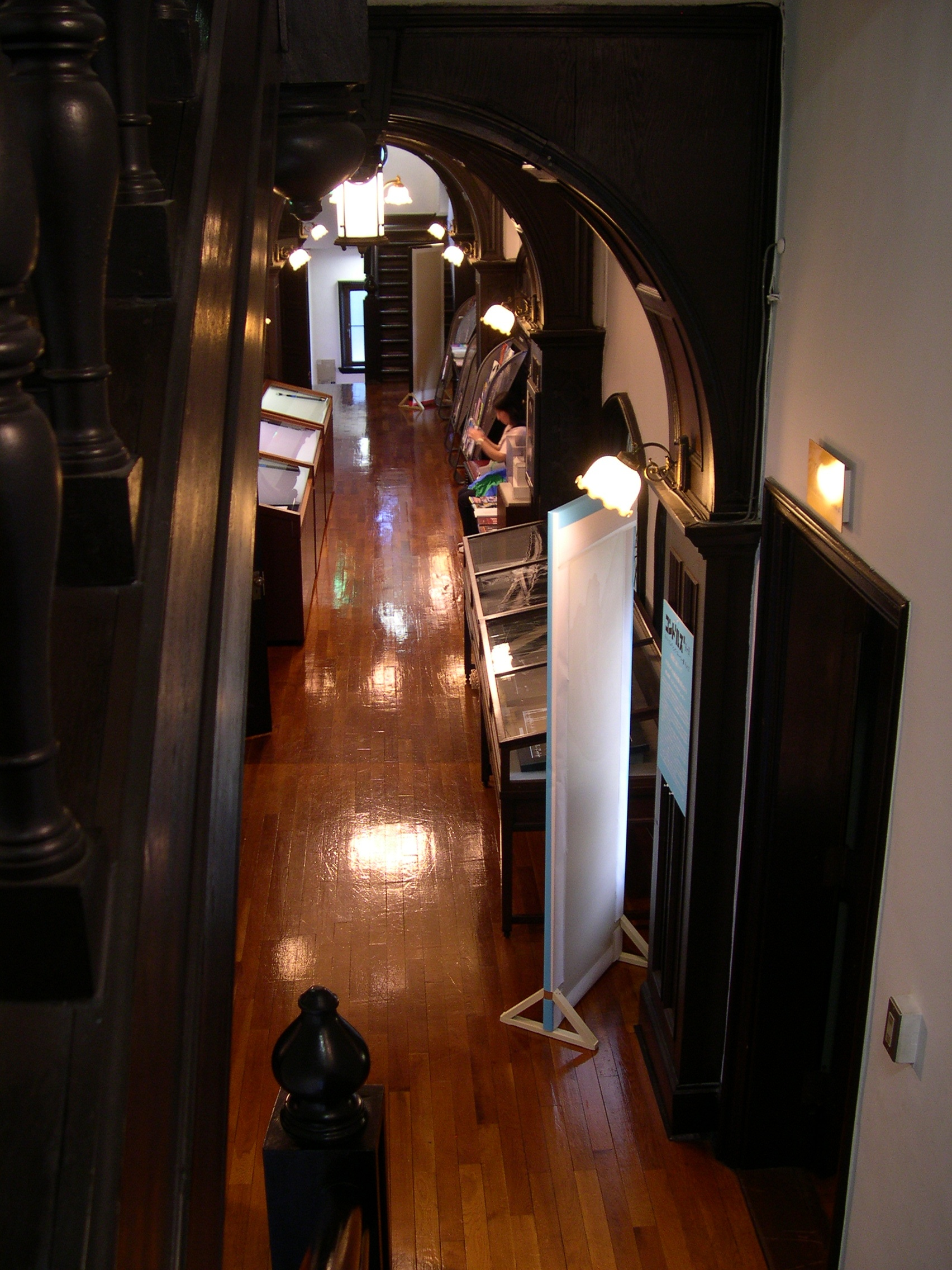
館内の廊下
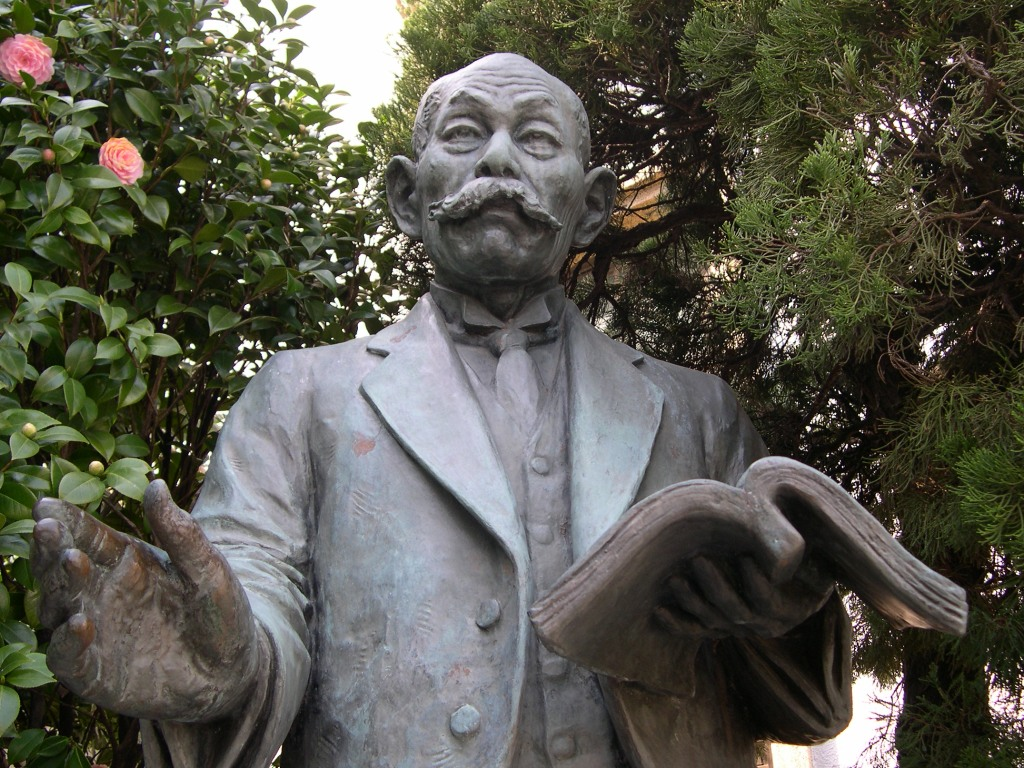
正面横の逍遥像